# Kanton Oisans-Romanche
Oisans-Romanche is een kanton van het Franse departement Isère. Het kanton maakt deel uit van het arrondissement Grenoble. Het heeft een oppervlakte van 697.88 km² en telt 32.896 inwoners in 2018, dat is een dichtheid van 47 inwoners/km².
Het kanton Oisans-Romanche werd opgericht bij decreet van 18 februari 2014, met uitwerking op 22 maart 2015 en telde 31 gemeenten. 

Op 1 januari 2017 werden de gemeenten Mont-de-Lans en Vénosc samengevoegd tot de fusiegemeente (commune nouvelle) Les Deux Alpes.

Sindsdien omvat het kanton de volgende 30 gemeenten:
- Allemond
- Auris
- Besse
- Le Bourg-d'Oisans
- Chamrousse
- Clavans-en-Haut-Oisans
- Les Deux Alpes
- Le Freney-d'Oisans
- La Garde
- Huez
- Livet-et-Gavet
- Mizoën
- Montchaboud
- La Morte
- Notre-Dame-de-Mésage
- Ornon
- Oulles
- Oz
- Saint-Barthélemy-de-Séchilienne
- Saint-Christophe-en-Oisans
- Saint-Martin-d'Uriage
- Saint-Pierre-de-Mésage
- Séchilienne
- Vaujany
- Vaulnaveys-le-Bas
- Vaulnaveys-le-Haut
- Villard-Notre-Dame
- Villard-Reculas
- Villard-Reymond
- Vizille (hoofdplaats)